# Sight Unseen (Stargate SG-1)
Sight Unseen (Ilusiones) es el decimotercer episodio de la sexta temporada de la serie de televisión de ciencia ficción Stargate SG-1, y el episodio N.º 123 de toda la serie.

## Trama
El SG-1 se vuelve al SGC con un extraño dispositivo construido por los Antiguos. Mientras hablan sobre él, Jonas ve repentinamente un gran insecto volando, que luego parece atravesar la pared. Sin embargo solo él lo vio, y además aunque Hammond ordena cerrar la base, no logran encontrarlo, por lo que el resto piensa que fue una alucinación de Jonas. 
Más tarde O'Neill sale del complejo a pescar, mientras Carter y Jonas se quedan examinando el dispositivo traído. Durante su investigación Jonas vuelve a ver al insecto, y entonces es examinado por la Dra. Fraiser, pero ella lo encuentra en perfecto estado. No obstante, cuando Jonas habla con Teal'c después, éste también ve al insecto.
Fuera de la base, mientras O'Neill llena su auto en una gasolinera local, ve a un insecto y le dispara, para terror del dueño que estaba allí. Luego llama a Hammond para reportar el incidente, pero éste le informa que también en la base los están viendo. En tanto, Jonas y Carter estudian el aparato otra vez y llegan a la conclusión que permite ver criaturas de otra dimensión. Sin embargo, como no saben cómo la máquina hace esto, Carter la desactiva para ver que sucede. De primero parece funcionar, pero pronto alguien vuelve a ver a una criatura. Debido a esto el SG-1, sin O'Neill, trae el dispositivo a su mundo de origen. No obstante, las visiones continúan y el aparato es traído de vuelta al CSG. Concluye finalmente que Jonas fue el primero en ver a las criaturas debido a que él tocó primero el dispositivo, y que al hacerlo recibió una leve carga eléctrica de algún tipo, la cual se transmite de persona a persona simplemente a través de contacto corporal. Hammond entonces pone en cuarentena al Estado de Colorado para controlar las visiones. Colocan a varios soldados en el área cercana, bajo la historia del derramamiento de un químico alucinógeno.
En la base, Jonas y Carter intentan esta vez cambiar el orden de los cristales para conseguir anular los efectos del aparato. Mientras tanto, el dueño de la gasolinera donde estuvo O'Neill no está convencido de la historia de los militares e intenta huir de la zona. El Coronel alcanza a verlo, pero el sujeto logra escapar. Más adelante en el CSG, Jonas y Carter descubren la secuencia correcta y comienzan a pasar el "antídoto" de persona a persona. Sin embargo el sujeto prófugo, llamado Vernon Sharpe, elude a las autoridades y se dirige al aeropuerto.
Carter y Jonas mientras van a ver a la abuela de Vernon para intentar saber donde pudo haber huido él, y descubren que éste es escéptico en cuanto a la historia oficial debido a que anteriores experiencias durante la guerra del golfo relacionadas con pruebas químicas en las tropas, lo hacen creer que en realidad esto se trata de un experimento secreto en la población.
Vernon llega luego al aeropuerto e intenta subir a un avión, pero los militares cancelan todos los vuelos y cierran el lugar. O'Neill llega entonces y Vernon al verlo se esconde en un hangar cercano. Jack después entra allí y le dice que no se trata de un experimento del gobierno sino de extraterrestres del planeta "Melmac". Aunque al principio no le cree, O'Neill le hace entender que si divulga lo revelado nadie le creerá y, de soldado a soldado, le pide que siga el juego. Vernon acepta y Jack lo cura del efecto del dispositivo.

## Artistas invitados
- Jody Racicot como Vernon Sharpe.
- Gary Jones como Walter Harriman.
- Betty Linde como la Señora Sharpe.
- Michael Karl Richards como Guardia.
- Raimund Stamm como Conductor.
- Jennifer Steede como Auxiliar de vuelo.
- Jacob Chaos como Pasajero.
- Brad Dryborough como Conductor fuera de control.
- Jacquie Janzen como Comisario.
- Teryl Rothery como la Dra. Fraiser.[3]
- Katina Robillard como Mujer asustada.[3]
- Oleg Palme Feoktistov como hombre en el aeropuerto.[3]